# 杉本亜紀子
杉本 亜紀子（すぎもと あきこ、11月19日 - ）は、シャベール所属のフリーアナウンサー。
元秋田朝日放送アナウンサー・ディレクター（報道製作局所属、契約）。元TBSラジオキャスター。茨城県つくば市出身。川村学園女子大学教育学部情報教育学科を卒業した。
平成13年度（2001年）の宝くじ第22代「幸運の女神」を務めた。アナウンサーを志すきっかけは、学生のときに地元のJAのキャンペーンで各地を廻ったことから。その後、東京でエフエム局などでアナウンス活動をし、2006年に秋田朝日放送に入社した。同期は塩地美澄。2007年3月31日をもって秋田朝日放送を退社した。

## 出演番組
秋田朝日放送
- サタナビっ!（2006年4月1日 - 2007年3月31日、土・9：30 - 10：35）
- 週刊ことばマガジン（2006年4月1日 - 2007年3月、秋田担当）
- あきたふるさとCM大賞2007（MC）

TBSラジオ
- 大沢悠里のゆうゆうワイド・毒蝮三太夫のミュージックプレゼント
- 土曜ワイドラジオTOKYO 永六輔その新世界